# André Guimbretière
André Guimbretière, né le 8 juillet 1923 à Paris et mort le 18 novembre 2014 à Gujan-Mestras, est un indianiste français, professeur de langues de l'Inde (hindi, ourdou) à l'École nationale des langues orientales vivantes qu'il administra de 1969-1971 comme président du conseil de gestion du Centre universitaire des langues orientales vivantes.
Il était notamment spécialiste de Mohamed Iqbal.

## Publications
Liées au monde indien
- Le Problème du Cachemire, Orient, 1966
- Wilfred Cantwell Smith (1916-2000), L'Islam dans le monde moderne [Islam in modern history], préface et traduction d'André Guimbretière, Payot, 1962
- Personnalisme théocentrique et vision motrice de la beauté chez Muhammad Iqbal : contribution à l'étude de « Wahdat al-Shuhud »
- Mohamed Iqbal, « La mosquée de Cordoue » (traduit par André Guimbretière et Mohd. Hasan Askari), in Esprit, 1958
- Le Pakistan depuis la « Révolution pacifique » d´octobre 1958, Orient, vol. 34
- Histoire de l'Inde par Pierre Meile, 2e édition mise à jour par Jean-Luc Chambard et André Guimbretière, Presses universitaires de France, coll. Que sais-je ?, no 489

Liées à la poésie
- Approche de l'espace vertiginal. À propos de « Traverser l'interdit » de Lucienne Hoyaux, Ottignies (Belgique), 1973
- Choix de textes de Roger Bodart, présentation par André Guimbretière, Seghers, 1966 (Poètes d'aujourd'hui, no 157)
- Angèle Vannier (1917-1980), Le Sang des nuits, postface d'André Guimbretière, Seghers, 1966
- Aurore première, André Silvaire, La Rochelle, 1963
- Le Passager de l'aube, Pierre-Jean Oswald, 1960
- Concerto pour chanson et poésie, Delfica, 1955
- Soleils, dieux amers, Imprimerie des poètes, 1953
- Sans tambour... ni trompette, Regain, 1949 (préface de Luc Estang)
- Vũ Hoàng Chương (vi), Poèmes choisis (version française de Simone Kuhnen de La Cœuillerie, préface de André Guimbretière, Éditions Nguyen Khang, Saïgon, 1963